# غرب روسليب (محطة مترو أنفاق لندن)
غرب روسليب (بالإنجليزية: West Ruislip)‏ هي إحدى محطات مترو أنفاق لندن. تقع على خط سينترال أفتتحت في المنطقة (Zone) رقم 6 أفتتحت في 2 أبريل 1906، 21 نوفمبر 1948.